# Loxoconcha moralesi
Loxoconcha moralesi är en kräftdjursart som beskrevs av Kontrovitz 1976. Loxoconcha moralesi ingår i släktet Loxoconcha och familjen Loxoconchidae. Inga underarter finns listade i Catalogue of Life.